# Suctobelbila densipunctata
Suctobelbila densipunctata är en kvalsterart som beskrevs av Chinone 2003. Suctobelbila densipunctata ingår i släktet Suctobelbila och familjen Suctobelbidae. Inga underarter finns listade i Catalogue of Life.